# خسوس پررا
خسوس پررا (انگلیسی: Jesús Perera؛ زادهٔ ۱۲ آوریل ۱۹۸۰) بازیکن فوتبال اهل اسپانیا است.
از باشگاه‌هایی که در آن بازی کرده‌است می‌توان به باشگاه ورزشی رئال مایورکا، باشگاه فوتبال رایو وایکانو، باشگاه فوتبال آلباسته بالومپیه، باشگاه خیمناستیک تاراگونا، باشگاه فوتبال الچه، و باشگاه فوتبال سلتاویگو اشاره کرد.